# Sopot (Pregrada)
Sopot falu Horvátországban Krapina-Zagorje megyében. Közigazgatásilag Pregradához tartozik.

## Fekvése
Krapinától 11 km-re nyugatra, községközpontjától 2 km-re délnyugatra a Horvát Zagorje északnyugati részén fekszik.

## Története
Kápolnájának pontos építési ideje nem ismert. Az 1664-es egyházi vizitációban Krištofor Kupinić zágrábi főesperes azt írja, hogy a kápolna a falu közepén egy magaslaton áll és uralja a település képét. Ez alapján az épületet általában 17. századinak tartják, bár néhány építési eleme arra enged következtetni, hogy még régebbi lehet. Régen a desinići plébániához tartozott, egy ideig önálló plébániatemplom volt, míg a vinagorai plébániához csatolták. Egykor temető övezte, melyet az is igazol, hogy 1970-ben vízvezeték építése közben mellette számos csontvázat találtak.
A településnek 1857-ben 420, 1910-ben 587 lakosa volt. Trianonig Varasd vármegye Pregradai járásához tartozott. A településnek 2001-ben 344 lakosa volt.

## Nevezetességei
Szent Mihály tiszteletére szentelt kápolnája sokszögzáródású szentélyben végződik, melyhez sekrestye csatlakozik. A főbejárat felett magasodik az órával ellátott torony, mely alsó részén a középkori templomokra jellemző nagy kövekből épült. Belül három oltár található, mindhárom 17. századi kora barokk stílusú. A mellékoltárok Szent Györgynek és Szent Pálnak vannak szentelve, utóbbi a vinagorai plébániatemplomból került ide. A szószék, szobrok és a többi berendezés a 17. század utolsó negyedében készült. Orgonáját 1938-ban hozták Vinagoráról, 2001 és 2004 között restaurálták. A kápolnát 1949-ben August Holij vinagorai plébános renováltatta.

## Külső hivatkozások
- Pregrada hivatalos oldala
- A város információs portálja
- A vinagorai plébánia honlapja